# Mont Minamikoma
Le mont Minamikoma (南駒ヶ岳, Minamikoma-ga-take) est une montagne culminant à 2 841 m d'altitude à la limite des villages d'Ōkuwa, district de Kiso et Iijima, district de Kamiina dans la préfecture de Nagano, région du Chūbu au Japon. Elle fait partie des monts Kiso.